# Uadi dell'Oman
Questa è una lista di uadi in Oman, organizzati per bacino di drenaggio.

## Golfo dell'Oman
- Wadi Hatta
- Wadi Abd ar Rahman
- Wādī Banī 'Umar al Gharbī
- Wadi Suq
- Wadi Jizzi
- Wadi Sarami
- Wadi al Hawasinah
- Wadi al Abyad
- Wadi Samail [1][2]
- Wadi Mayh
- Wadi Mijlas
- Wadi Dayqah
- Wadi Hawir
- Wadi al Arabiyin
- Wadi Bimmah
- Pinne Wadi
- Wadi Shab
- Wadi Tiwi
- Wadi Hilm
- Wadi Rafsah

## Mar Arabico
- Wadi al Batha (Oman) (fiume Batha) 
  - Wadi Bani Khalid [3][4][5][6]
- Wadi Andam 
  - Wadi Matam 
    - Wadi al Ithli

  - Wadi Mahram
- Wadi Halfayn
- Wadi Quiam
- Wadi Tarban
- Wadi Qilfah
- Wadi Gharm
- Wadi Haytam
- Wadi Ghadun (Mar Arabico)
- Wadi Watif
- Wadi Aynayn (fiume Aynina)

## Rub 'al Khali
- Wadi Dhank
- Wadi Khuwaybah
- Umm al Samim 
  - Wadi al Ayn 
    - Wadi Rafash

  - Wadi Aswad
  - Wadi Umayri 
    - Wadi Haniyah
    - Wadi Ghul

  - Wadi Musallim
- Wadi Majhul
- Wadi Bin Khawtar 
  - Wadi Arah
  - Wadi Qitbit 
    - Wadi Jazal

  - Wadi Maharib
  - Wadi Umm al Hayt (Wadi Hayta)
  - Wadi Dawkah
  - Wadi Ghadun (Rub 'al Khali)
  - Wadi Aydim 
    - Wadi al Madi 
      - Wadi Stum

  - Wadi Shihan
- Nukhdat Fasad
- Wadi Mitan